# Студена (област Хасково)
Вижте пояснителната страница за други значения на Студена.
Студена е село в Южна България. Намира се в община Свиленград, област Хасково.

## География
Село Студена е разположено в Южен Централен планински регион на България, в полупланински район в югоизточните склонове на Сакар планина в подножието на връх Дервишка могила (представлява петрографски предислоцирано остатъчно възвишение с височина 687 м).
Землището на селото е близо 70 хил. дка и е най-голямото в Сакарския край. Граничи със землищата на селата Радовец, Филипово на изток, Сладун, Михалич на юг, Равна гора, Дервишка могила на запад, Планиново и Устрем на север.
През селото протичат малките реки Чучурката, водеща началото си от подножието на Дервишка могила и Габарската, водеща началото си от Сакар планина, смесващи се в северозападната част на селото и образуващи Студенската река (Селската река), която заедно с Талашманска река, минаваща през стопански двор, образуват река Фишера при сливането си, която от своя страна се влива в река Тунджа. Преобладава преходно-средиземноморски климат. Характеризира се с горещо лято и мека зима. Землището на селото е с ерозирани слабооподзолени канелени горски почви. Отглеждат се зърнени култури, тютюн, орехи, бадеми, лозя, сливи, слънчоглед, царевица, сусам, памук, овце, кози, говеда (крави, биволи, коне), свине и други.
В района на селото са изградени над 6 (шест) микроязовира, от които три по-големи – Селски язовир (Мелницата), Талашман, Юрта.
Селото отстои на 28 км североизточно от общинския център Свиленград, на 38 км от гр. Тополовград и на 97 км източно от областния град Хасково. Разстояние по въздушен път до столицата София – 267.447 км.
Функционира автобусна връзка с гр. Свиленград и гр. Ямбол.
Население: българско, достигало преди време 2000 души, а през 2014 г. – малко над 500.
Население на Студена по години според НСИ:
| Година | Население |
| ------ | --------- |
| 1934   | 1716      |
| 1946   | 1891      |
| 1956   | 1924      |
| 1965   | 1722      |
| 1975   | 1384      |
| 1985   | 1271      |
| 1992   | 1039      |
| 1993   | 995       |
| 1994   | 938       |
| 1995   | 909       |
| 1996   | 936       |
| 1997   | 926       |
| 1998   | 891       |
| 1999   | 857       |
| 2000   | 828       |
| 2001   | 827       |
| 2002   | 823       |
| 2003   | 811       |
| 2004   | 778       |
| 2005   | 747       |
| 2006   | 726       |
| 2007   | 699       |
| 2008   | 683       |
| 2009   | 648       |
| 2010   | 620       |
| 2011   | 545       |
| 2012   | 531       |
| 2013   | 514       |
| 2014   | 511       |

## История
Старото име на Студена до 1934 г. е било Соуджак (Суйджак). Идва от турски език (soğucak) и означава студено място.
През 1793 година в Соуджак в семейството на неграмотните, но заможни Рада и Жельо е роден Петко Желев, известен с монашеското си име Пантелеймон. Имал е брат Сидер (Шидер) и сестра Саломея. В тези смутни времена, когато в района върлува бандата на Кара-Фейзи, семейството се премества в град Одрин. Следващите години Пантелеймон посещава Света гора, Родосто, Димотика (в манастира Дада), Яфа, Йерусалим, Синайската планина (там е игумен на манастира „Св. Екатерина“), Псара, Атина, Филипопол (Пловдив), Цариград (в затвора). Създава няколко манастира и води религиозни спорове с различните духовни лица. Поради религиозните си пререкания често е хвърлян в затвора или прогонван от местата, които е посещавал. В руската дипломатическа кореспонденция е наречен „ересиарх“ т.е. основател или водач на ново религиозно движение. Старите хора говорят за него като го наричат дядо Ярънда и разказват, че той е бил нещо като пророк и лечител. Предават с почит, че той е казал: "Ще дойде време учените да управляват света. Голямо строителство ще бъде, хората няма да оставят камъните на мира, Студена град ще стане.“
През 1830 година по исторически сведения в Соуджак има 110 къщи на българи.
През 1862 година Пантелеймон създава девическия манастир с име „Свети Теодор Студит“. Намирал се е на мястото на бившата здравна служба. За игумен е назначен Стефан Никита. Мястото на манастира е закупено, като за чифлика от мюсюлманина Изет бей е платена сумата от 19 000 пиастри.
През 1863 година на 23 декември Пантелеймон се среща с възрожденеца Рафаил Попов и два дни по-късно, навръх Рождество Христово, се присъедини към Българската уния, т.е. става католик по източен обред или по-известното – униат. Иван Еленков в своя труд „Католическата църква в България и общностните идентичности на принадлежащите към нея верни през XIX и първата половина на ХХ век“ посочва, че в село Соуджак католиците били също малцинство като тези в околните села в стария католически център с. Мустраклий (Мустрак) и в с. Дервишка могила, но за разлика от другите села, в които се разгорели остри конфликти между местните католици и православните им съселяни, в село Соуджак между тях и православните имало мир и взаимопомощ.
През 1864 е пострена първата католическа църква. Към 2018 г. тя е полуразрушена.
През 1866 година Пантелеймон създава манастир в Мустраклий (Мустрак). За създаването му купува за сумата от 18,000 пиастри чифлика „Мустракли“, принадлежащ на мюсюлманина Дертли бей.
През 1867 година на 1 август е открито килийно училище към манастира в Соуджак
През 1867 година по време на великденските празници Пантелеймон заедно с неговите 300 ученика и много селяни от Соуджак и Дервишка могила търгват от манастира в Соуджак за манастира в Мустраклий. Старият вече Пантелеймон е качен на малко кротко конче, което често му предоставял местен селянин. По някое време животното се подплашило и побягнало към гората. Намират Пантелеймон ранен в една яма. Отнасят го в Одрин в опит да го спасят.
През 1868 година на 25 февруари в Одрин умира Пантелеймон. Погребан е на 28 февруари. Погребението е отслужено от униятския владика Рафаил Попов, като католици и православни се обединяват в траурна церимония. Австрия, Италия, Белгия, Прусия, Испания и дори Османската империя поднасят съболезнования чрез консулите и официалните си лица. Тленните му останки са погребани в двора на метоха в квартал Серьок мегдан, а по-късно с голямо честване на народа са били пренесени в Соуджак в черквата на монахините. В наши дни костите му се съхраняват в православната църквата „Св. Йоан Богослов" в селото.
Към 1873 година Соуджак е част от кааза Юскюдар в пределите на Османската империя.
През 1874 година на 24 септември селото отново е посетено от Рафаил Попов заедно с Н. П. г. Нила и архимандрит Иван Ваклидов. На 1 октомври те заминават за Одрин.
През 1875 година на 11 септември Рафаил Попов отново посещава Студена, който на 21 септември служи тържествено и ръкополага дякон Гавраил за свещеник. Подстригва и 13 калугерици в манастира и на 23 септември заминава за Одрин.
През 1878 година на 3 март е подписан Санстефанския мирен договор, с който селото влиза в пределите на възстановената българска държава. След няколко месеца на 13 юли 1878 година се подписва Берлинския договор, в който Студена е определена като част от Източна Румелия – обособена провинция, под пряката политическа и военна власт на султана, но имаща административна автономия и ръководена от генерал-губернатор християнин. В член 14 от същия договор Соуджак (Студена) е отбелязана като село, оставащо в пределите на Източна Румелия, до което трябва да премине самата граница. Към този момент по исторически данни в селото има 150 къщи на българи.
През 1892 година игуменът на манастира в Соуджак архимандрит Стефан Никита влиза в конфликт с униатския епископ в Одрин Михаил Петков и това води до отнемане на правата му. Стефан Никита се обръща последователно към Вселенската патриаршия в Цариград и Сливенската митрополия с молба да присъедини манастира към тези вероизповедения. Оказва се обаче, че документите за собственост на манастира са на името на Мари Еманюел Огюстен, настоятелка на сестрите облатки на Успение Богородично в Одрин. Поради това архиепископ Роберт Менини изпраща на 2 юли 1892 година изложение на обстоятелствата около историята и собствеността на манастира и настоява за неговото връщане на униатите. След три години през 1895 година Мари Огюстен отново предявява иск и представя документи, които доказват собствеността и върху манастирските имоти. В резултат на тези борби за собственост нито едно вероизповедание не поема поддръжката на манастриските сгради и те постепенно западат. Разменената кореспонденция се пази в държавния архив в Сливен.
През 1898 година на 5 май доскорошният игумен на манастира в Соуджак архимандрит Стефан Никита става игумен на Устремския манастир „Св. Троица“. Той остава там до 1 декември 1906 година.
През 1902 година за първи католически свещеник след освобождението е назначен Никола Димитров. Той е роден в Сожуджак през 1874 година, а на 21 май 1899 година в Рим приема свещенически сан от Лвовския архиепископ Йосиф Сембратович. През 1900 година се завръща в България и първоначално е назначен за помощник на М. Миров в Топузларе. Сградите на черквата и енорийският дом са били построени в бащиния му двор.
По време на Илинденско–Преображенското въстание 1903 г. в селото е имало оръжеен склад на четниците с отговорник Димитър Варимезов. Куриер е бил студенецът Добри Милев, а съратник в Одрин е Вакла Георгиева Бисерова, за която в някои източници се твърди, че е от Соуджак, а в други - от Дервишка могила.
През 1909 година на 16 август 30-40 монахини от манастира в Соуджак се преместват в устремския манастир „Св.Троица“, където за игуменка е избрана Евпраксия и той става девически. Това е може би краят на активността на студенския манастир.
През 1912 година по исторически сведения в Соуджак има 250 къщи на българи.
По време на Балканските войни 1912–1913 година селото дава много свидни жертви:
| Име      | Презиме    | Фамилия    | Чин    | Набор | Дата на смъртта | Място на гроба   |
| -------- | ---------- | ---------- | ------ | ----- | --------------- | ---------------- |
| Ангел    | Тодоров    | Маврев     | ред.   | 1901  | 11.04.1912      | с. Софас         |
| Андон    | Панайотов  | Вълев      | ред.   | 1900  | 27.11.1912      | гр. Лозенград    |
| Андон    |            | Тюйлиев    | ред.   | 1898  | 2 януари 1913   | с. Караджа кьой  |
| Атанас   | Върбанов   | Димитров   | ефр.   | 1904  | 03.04.1913      | гр. Чорлу        |
| Велик    | Георгиев   | Кондов     | ред.   | 1900  | 20.11.1912      | с. Софас         |
| Господин | Димитров   | Юрганджиев | ред.   | 1912  | 15.07.1913      | с. Соуджак       |
| Господин |            | Желязков   | ред.   |       | 01.06.1913      | гр. Серес        |
| Димитър  | Иванов     | Драганов   | ред.   |       | 18.11.1912      | гр. Лозенград    |
| Димитър  | Иванов     | Юрганджиев | ред.   | 1898  | 2 април 1913    | гр. Чорлу        |
| Димо     | Великов    | Армутлиев  | ред.   | 1906  | 20.11.1912      | с. Софас         |
| Добри    | Иванов     | Юрганджиев | фелдф. | 1899  | 17.07.1913      | м. Предела       |
| Желю     | Костадинов | Стратиев   | ред.   | 1891  | 06.07.1913      | гр. Гюмюрджина   |
| Желю     | Събев      | Будаков    | ред.   | 1898  | 20.11.1612      | с. Софас         |
| Желю     | Събев      | Желев      | кан.   |       | 21.06.1913      | Арджански висоти |
| Иван     | Анастасов  | Арабаджиев | ред.   | 1910  | 13.03.1913      | гр. Одрин        |
| Иван     | Тодоров    | Трайков    | ред.   | 1906  | 28.11.1912      | с. Калфакьой     |
| Марин    | Иванов     | Тюйлиев    | ред.   | 1899  | 20 януари 1913  | гр. Лозенград    |
| Никола   | Атанасов   | Арабаджиев | ред.   | 1908  | 13.03.1913      | гр. Одрин        |
| Никола   | Георгиев   | Арнаудов   | ред.   | 1897  | 30.12.1912      |                  |
| Петко    | Димитров   | Гюлев      | ред.   | 1908  | 05.11.1912      | с. Калфа кьой    |
| Петко    | Димитров   | Колев      | ред.   | 1908  | 05.11.1912      | с. Калфа кьой    |
| Петко    | Колев      | Джунджулов | ред.   | 1898  | 13.11.1912      | гр. Странджа     |
| Петър    | Великов    | Козев      | ред.   | 1900  | 20.11.1912      | с. Софас         |
| Петър    | Мишев      | Добрев     | ред.   | 1893  | 1912 г.         | с. Соуджак       |
| Петър    | Николов    | Йоргакев   | ред.   | 1901  | 12.03.1913      | гр. Нова Загора  |
| Продан   | Андонов    | Божилов    | ред.   |       | 01.11.1912      | с. Калфа кьой    |
| Стоян    | Колев      | Говедаров  | кан.   | 1906  | 09.11.1912      | с. Тарфа         |
| Тоню     | Великов    | Ангелов    | ред.   | 1901  | 08.11.1912      | г. Синекли       |
| Христо   | Иванов     | Владов     | ред.   | 1908  | 12.03.1913      | ф. Сапунджилар   |
| Юрдан    | Андонов    | Божилов    | ред.   |       | 01.11.1912      | Чаталджа         |
| Янаки    | Желев      | Петров     | кан.   |       | 13.11.1912      | с. Калфа кьой    |

Забележка: Наборът е годината на влизане в казармата
През 1913 година на 11 юли турските войски опожаряват Срем, Вакъф (Устрем) и Соуджак, а през следващите дни българската войска с подкрепата на доброволци от местното население и от бежанците успява да изтласка турските сили към Одрин.
След балканските войни в селото са се заселили няколко семейства бежанци от Одринска Тракия. Сегашните им наследници са от Дерменджиевия, Кръстевия и Карталаковия род.
По време на Първата световна война 1914–1918 година хора от селото участват в бойните действия и са отличени за своята храброст:
| Име                     | Чин                | Награден с                             | Мотиви                                                       |
| ----------------------- | ------------------ | -------------------------------------- | ------------------------------------------------------------ |
| Ангел Димов Сарафов     | редник             | Войнишки кръст „За храброст“, IV ст.   | за показана храброст и военни заслуги в боевете през 1916 г. |
| Андон Н. Добрев         | канонир            | Военен орден „За храброст“, IV ст.     | за отличия и заслуги във войната със сърбите през 1915 г.    |
| Андр. Петров Говедаров  | ефрейтор           | Военен орден „За храброст“, ІІ ст.     | за героични прояви във войната                               |
| Ат. Петров Миндев       | младши подофицер   | Войнишки кръст „За храброст“, IV ст.   | за показана храброст в боевете срещу сърбите през 1915 г.    |
| Велико Тодоров Чаушев   | редник             | Войнишки кръст „За храброст“, IV ст.   | за показана храброст в боевете срещу сърбите през 1915 г.    |
| Велико Хр. Юрганджиев   | редник             | Войнишки кръст „За храброст“, IV ст.   | за проявена храброст в боевете през 1916 – 1917 г.           |
| Георги Хр. Хайгъров     | младши подофицер   | Военен орден „За храброст“, IV ст.     | за отличия и заслуги във войната със сърбите през 1915 г.    |
| Георги Янев Добрев      | младши подофицер   | Войнишки кръст „За храброст“, IV ст.   | за показана храброст и военни заслуги в боевете през 1916 г. |
| Д. Тодоров Димитров     | редник             | Войнишки кръст „За храброст“, IV ст.   | за показана храброст в боевете срещу сърбите през 1915 г.    |
| Димитър Динев Софронов  | редник             | Войнишки кръст „За храброст“, IV ст.   | за показана храброст в боевете срещу сърбите през 1915 г.    |
| Димитър Тодоров Мавров  | младши подофицер   | Военен орден „За храброст“, IV ст.     | за отличия и заслуги във войната със сърбите през 1915 г.    |
| Ж. Стратев Константинов | ефрейтор           | Военен орден „За храброст“, ІІ ст.     | за героични прояви във войната                               |
| Желю Анастасов Христов  | младши подофицер   | Военен орден „За храброст“, IV ст.     | за отличия и заслуги във войната със сърбите през 1915 г.    |
| Никола Т. Маврев        | канонир            | Военен орден „За храброст“, IV ст.     | за отличия и заслуги във войната със сърбите през 1915 г.    |
| Петър Великов Ангелов   | офицерски кандидат | Военен орден „За храброст“, ІІ ст.     | за героични прояви във войната                               |
| Петър Янакиев Данаилов  | редник             | Военен орден „За храброст“, IV ст.     | за отличия и заслуги във войната със сърбите през 1915 г.    |
| Тодор Георгиев Кесаров  | ефрейтор           | Войнишки кръст „За храброст“, IV ст.   | за показана храброст в боевете срещу сърбите през 1915 г.    |
| Тодор Димитр. Баждаров  | редник             | Бронзов медал „За заслуга“, без корона | за показана храброст и военни заслуги в боевете през 1916 г. |
| Хр. Тодоров Мавров      | редник             | Войнишки кръст „За храброст“, IV ст.   | за бойни отличия през войната                                |
| Христо Иванов Гочев     | редник             | Военен орден „За храброст“, IV ст.     | за отличия и заслуги във войната със сърбите през 1915 г.    |

Жертвите от Студена през Първата световна война са:
| Име                     | Чин              | Част                                   | Дата на смърт        | Място на смърт                               |
| ----------------------- | ---------------- | -------------------------------------- | -------------------- | -------------------------------------------- |
| Димитър Гинев Димитров  | редник           | 29-и пехотен полк, 13-а рота           | 13 октомври 1915 г.  | Китица                                       |
| Димитър Тодоров Маврев  | старши подофицер | 29-и пехотен полк, 15-а рота           | 26 септември 1916 г. | връх Баховски рид                            |
| Димо Георгиев Армутлиев | редник           | 4-ти маршеви полк, 9-а рота            | 10 април 1917 г.     | с. Каталой, 5/1-ва полска болница            |
| Димо Русев Койнов       | редник           | 29-и пехотен полк, 13-а рота           | 27 август 1916 г.    | връх Баховски рид                            |
| Кольо Шидеров Петров    | редник           | 29-и пехотен полк, 13-а рота           | 27 юни 1916 г.       | 6/3-та полска болница, Прилеп                |
| Марин Костадинов Шопов  | редник           | 29-и пехотен полк, 13-а рота           | 14 септември 1916 г. | Баховски рид                                 |
| Михал Димитров Ганев    | редник           | 86-и пехотен полк/ телефонната команда | 21 декември 1917 г.  | 1/10-а полска болница, с. Ангиста/ с. Мущиян |
| Петър Георгев Маджуров  | редник           | 29-и пехотен полк, 13-а рота           | 16 октомври 1916 г.  | връх Петерник                                |
| Петър Тодоров Търпанов  | редник           | 29-и пехотен полк, 13-а рота           | 8 януари 1917 г.     | 5/3-та полска болница                        |
| Сирмо Георгиев Сирмов   | редник           | 29-и пехотен полк, 13-а рота           | 28 август 1916 г.    | превързочен пункт на 4-та дружина            |
| Тодор Керанов Пеев      | редник           | 4-ти маршеви полк, 2-ра рота           | 24 септември 1916 г. | с. Кашикчи                                   |

През 1925 година селото е посетено от изпратения от папа Пий ХI монсеньор Анджело Джузепе Ронкали (бъдещият папа Йоан XXIII, известен като българския папа) при неговата обиколка в региона от 11 май до 25 юни.
През 1928 година е основано читалището „Кирил и Методий“.
През 1929 година на 29 май представители на Соуджак присътват в Ямбол на Конференция на католиците от източен обред. На конференцията присъстват апостолическият визитатор архиепископ Анджело Джузепе Ронкали и епископ Кирил Куртев.
През 1931 г. е основана организация на РП.
През 1933 година е построен православната църква „Св. Йоан Богослов“.
През 1934 година селото е преименувано от Соуджак на Студена.
По време на Втората световна война 1939 – 1945 година в селото има щаб на резервни сили от българската армия, а по бойните полета са дадени три свидни жертви:
| Име     | Презиме | Фамилия  | Чин       | Набор | Дата на смъртта | Място на гроба             |
| ------- | ------- | -------- | --------- | ----- | --------------- | -------------------------- |
| Димитър | Петров  | Димитров | подофицер | 1918  | 30.03.1945      | с. Сента, Унгария          |
| Никола  | Димов   | Дичев    | ефрейтор  | 1919  | 04.11.1944      | бззследно изчезнал         |
| Тодор   | Великов | Кесаров  | редник    | 1917  | 16.03.1945      | с. Хомотсентдьорд, Унгария |

Забележка: Наборът е годината на влизане в казармата.
През 1980 година на 90 години в католическия манастир в с.Покрован, Ивайловградско, умира последния студенски католически свещеник – отец Стефан със светското име Димитър Гочев от с.Студена. Там е и погребан. 
През 1988 година за свещеник на православните християни е назначен Христо Величков Перчемлиев.
В селото в близкото минало имаше цехове: за елементи на хидравлични помпи; шивашки; за дограма; за детска конфекция (за трудоустроени) и др.
Преди години в селото функционираха: основно училище (килийно училище в селото е открито през 1867 г., а през 1882 г. е построена училищна сграда в черковния двор); здравен участък; детска градина; мандра; мелница, бензиностанция; баня, фурна за хляб и др.
В района на селото беше изграден и функционираха казармен район и стрелбище на Картечно-артилерийски батальон.
По постановлението Странджа – Сакар в селото бяха изградени: три триетажни жилищни блока; десетки сглобяеми къщи с обособени дворове (за настаняване на преселници); спортен комплекс.
Ловно – рибарската дружина на селото разполага с обособен функционален клуб. В ловното ѝ поле се подвизават: диви прасета; благороден елен; кошути; сърни; зайци; яребици; пъдпъдъци, гургулици и др.
Селото разполага с обособен съвременен център с обновен централен площад, питейна и поливна вода във всяка къща, изградена е канализация в основната част на селото.
В центъра на селото недалеч от кметството е изграден паметник на войника в чест на загиналите от селото във войните.
В селото функционират магазини, ресторант и кафенета.
През 2008 година на 29 юли със заповед № РД-14-398 е закрито ОУ „Христо Ботев“ – село Студена.
През последните 10 години/считано от 2007 г.насам/ в селото се изкупиха около десетина къщи от англичани, като 2 – 3 семейства са постоянно пребиваващи.

## Религии
Основното вероизповедание е източноправославното.
Има православна църква „Св.Йоан Богослов“/1933 г./, която функционира и днес с местен свещеник – свещеноиконом Христо Величков Перчемлиев.
Има и католическа църква, която е запазена и до днес, без да функционира.

## Редовни събития
Най-големият празник е традиционният „Илинденски“ панаир. Провежда се в най-близкия до 1 август неделен ден. Това е времето, в което от всички краища на страната се събират родените в Студена. Студенският панаир е един от най-големите в района известен в близкото минало с народни борби, песни и танци, и на него се стича много народ от близките градове и села.
Над селото в местността „Аязмото“ е изграден параклис „Живоприемни източник“, на който в първия петък след Великден се прави курбан за здраве и се раздава на хората които са там.

## Културни и природни забележителности
- В района на селото има следи от Тракийско селище: долмени и останки от тракоримско селище (разкрити са бронзова статуйка на Дионис, глава на мъж от глина и др. предмети);
- Южно от вис. „Куза“ над Карабашка река се е намират основите на древен манастир (предстои уточняване на историята на същия);
- На юг от землището на селото минава изградената българската отбранителна полоса по българо – турската граница (започваща от с. Капитан – Андреево и свършваща на Черно море) с изграден противотанков ров и система от дълговременни огневи точки (ДОТ – т.нар. бункери) свързани помежду си с траншейна система и система от укрития за автомобили и бойни машини. В голяма част от ДОТ-ки бяха монтирани куполите на немски и руски танкове и самоходни артилерийски установки. В землището на селото също така са изградени множество ДОТ (бункери) на всички достъпни за настъпление доминиращи височини и направления;
- Тракийска крепост изградена на връх Дервишка могила-малко уединено възвишение в югоизточната част на Сакар планина, изградено от гнайси и амфиболити, покрито с ниски широколистни гори, а в югоизточната част в подножието със средно – високи иглолистни гори. Възвишението е доминираща височина с ярко изразена доминация над прилежащата местност до границата с Турция (при ясно време се наблюдава гр. Одрин). Поради това е използвано като стратегически команден пункт и има издълбана в скалите пещера (галерия за отдих) и изградена надеждна отбранителна система от взаимно свързани ДОТ-ки (бункери). На могилата имаше действащо подразделение за радио разузнаване и РЕБ. На върха на възвишението е изградена антена (телевизионна кула) на БНТ за ретранслация на сигнал и антенно поле на мобилен оператор;
- Скална църква при с. Михалич – на около 5 – 6 км от с. Студена. Църквата е паметник на културата от национално значение. Тя е единствената в България с уникална триконхална форма. издълбана е във варовиков масив в местността Айландо на 1.5 км от Михалич. Коридор с изсечени в скалата стъпала отвеждат поклонниците надолу в хаоса. Входът е широк 4 и висок 5 мера. Непосредствено зад него, в скалата са оформени три плитки полуцелиндрични ниши. С тях древните майстори са искали да наподобят прозорци над входовете на градените църкви. Два подобни, но по-малки ниши има и върху стените на коридора. Три конхи оформят пространството с формата на кръст. В дъното на източната обсада е изграден подиум – олтар от каменни плочи. В ъглите между централната и страничните конхи строителите са оформили полуколони по една триъгълна ниша. те имитират полуколони или паластри, носещи купола. По стените са изсечени кръстове с уникална архитектура и внушителни размери. Скалната църква е един от най-интересните християнски паметници по българските земи;
- Скална църква и крепостта Букелон край с. Маточина (отстоящи на около 8 – 10 км югоизточно от с. Студена). На 2 (два) км от с. Маточина се намира добре запазена скална църква от X в. Северно от селото се намира крепостта Букелон (III в.). Тя огражда платото с три реда от които личат само основите. Добре е запазена построената през III в.Кула, която представлява издължена постройка от два високи етажа, лежащи върху мощни сводове. Тези етажи са разделени с дървен гредоред по на още два етажа. В източния край на сградата е запазен малък затвор. На 14 април 1205 г. наблизо се е състояло епичното сражение от времето на Втората Българска държава, в което българските войски на Цар Калоян разгромяват кръстоносците на Латинската империя и пленяват императора Бълдуин Фландерски;
- Манастир „Св. Троица“ с действащ женски метох. Намира се в близост до с. Устрем на около 15 km североизточно от Студена). Предполага се, че е основан по време на Второто българско царство. През годините на османско владичество е ставал убежище на редица легендарни хайдути като: като Ангел войвода; Индже войвода; Кара Кольо и др. Манастирът няколко пъти е бил опожаряван от поробителя, но вярващите винаги са го възстановявали и съхранявали, като център на православието в региона. Над манастира има няколко пещери, най – известната е Караколевата дупка (с няколко по-малки дупки – отвори в нея) – според народните предания в нея се е криел прочутия хайдутин. В манастира се съхраняват костите на зверски избитите от турците в манастира българи.

## Други
Основни фамилии и родове: Кочмарови, Сотирови, Михалеви /Михальолови/, Дерменджиеви, Юрганджиеви, Тишелови, Пачови, Минкови /Минколови/, Сирмови, Рибови, Ангелчолови /Кацарови/, Чапкънови, Гандурови, Пархови, Джигови, Гочеви /Гочолови/, Данаилови, Керанови /Пееви/, Чончеви, Романикови, Кянкови, Пенови /Пеналови/, Къналиеви, Софронови, Айгърови, Данакови, Тюйлиеви и др.